# そこが知りたいBEST
『そこが知りたいBEST』（そこがしりたいベスト）は、1999年4月15日から同年9月16日まで中部日本放送（CBC）で放送された情報番組。放送時間は毎週木曜 19:00 - 19:54（JST）。

## 概要
それまで火曜20時台に放送されていた『名古屋発!新そこが知りたい』がTBS製作の『学校へ行こう!』と枠を交換する形で木曜19時台へと移動し、タイトルを改めて再スタートしたのがこの『そこが知りたいBEST』である。案内役はCBCアナウンサーの小堀勝啓が務めていた。
「地域密着型ソフト・ノンフィクション」と銘打っていたこの番組は、東海3県のグルメ情報や話題のスポット、この年好調だった中日ドラゴンズの特集など、毎回バラエティに富んだ企画を実施していたが、同年秋の改編をもってリニューアル。新案内役に板東英二を迎え、タイトルも『そこが知りたい 特捜!板東リサーチ』と改められた。

## スタッフ
- 案内役：小堀勝啓（CBCアナウンサー）
- プロデューサー：伊藤司（CBC）
- 制作著作：CBC

| 中部日本放送 木曜19時枠                          | 中部日本放送 木曜19時枠                              | 中部日本放送 木曜19時枠                                |
| 前番組                                           | 番組名                                               | 次番組                                                 |
| ------------------------------------------------ | ---------------------------------------------------- | ------------------------------------------------------ |
| 学校へ行こう! （1997年10月16日 - 1999年3月18日） | そこが知りたいBEST （1999年4月15日 - 1999年9月16日） | そこが知りたい 特捜!板東リサーチ （1999年10月21日 - ） |